# 松树三角蛛
松树三角蛛（学名：Hyptiotes paradoxus）为蟱蛛科三角蛛属的动物。在中国大陆，分布于浙江、四川、安徽等地，常栖息于灌木丛。